# Lepturges navicularis
Lepturges navicularis là một loài bọ cánh cứng trong họ Cerambycidae.